# News Corp

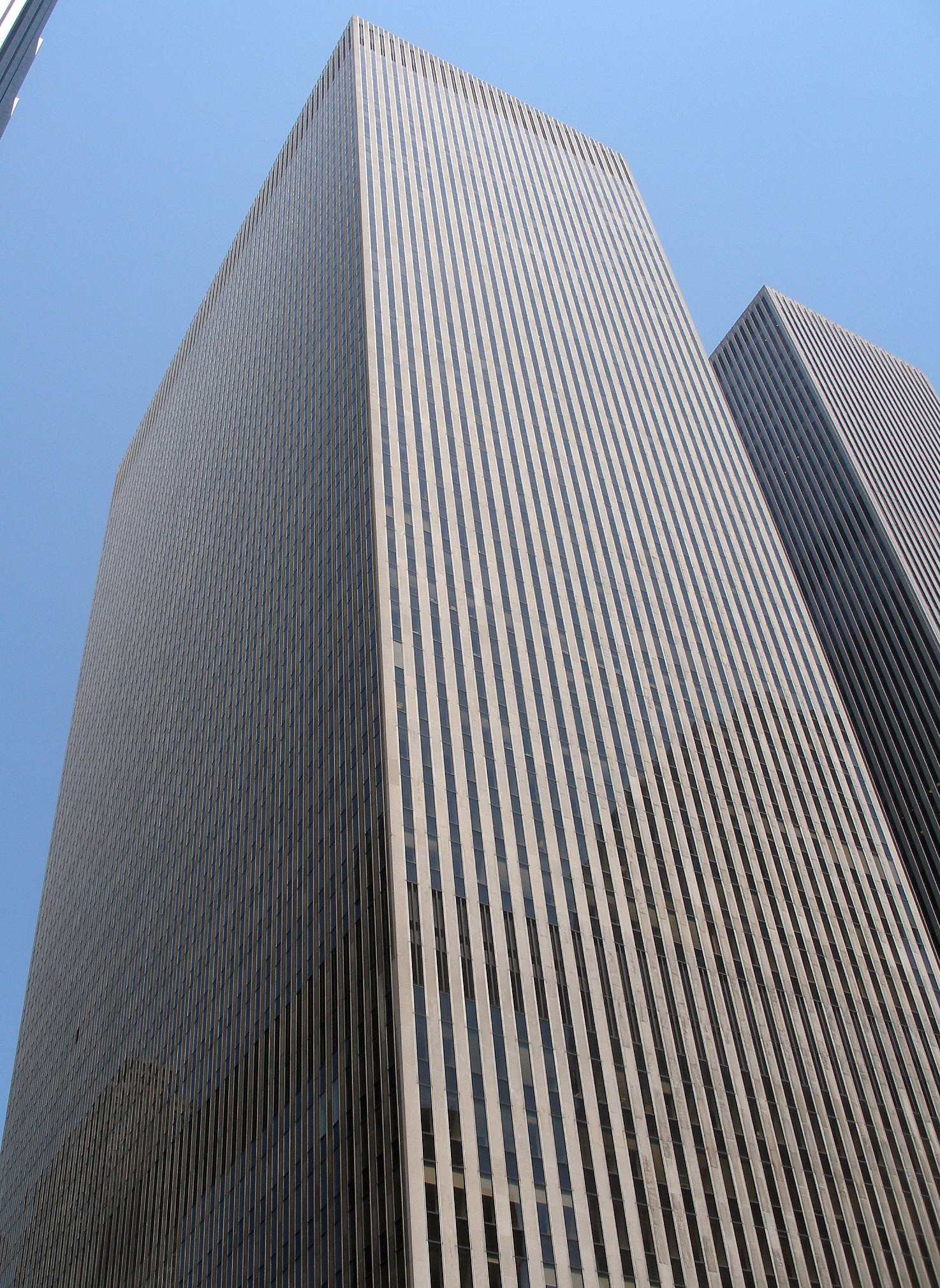
Siedziba korporacji w Nowym Jorku

News Corp – amerykańskie przedsiębiorstwo publicystyczne z siedzibą w Nowym Jorku, powstałe w 2013 roku w wyniku spin offu korporacji News Corporation, należącej do Ruperta Murdocha. News Corp przejęło większość operacji News Corporation związanych z publicystyką i prasą.

## Publikacje
Do głównych tytułów należących do News Corp należą:
- „The Wall Street Journal”
- „Barron’s”
- „The Sun”
- „The Times”
- „The Sunday Times”
- „New York Post”
- „Herald Sun”
- australijski „The Daily Telegraph”
- „The Australian”
- „The Courier Mail”

News Corp jest także właścicielem wydawnictwa HarperCollins oraz współwłaścicielem Foxtel, największego australijskiego dostawcy płatnej telewizji.
Firma kontroluje również internetowy serwis o tematyce finansowej MarketWatch oraz Factiva.